# Gustavo Cárdenas Gutiérrez
Gustavo Adolfo Cárdenas Gutiérrez (Heroica Matamoros, Tamaulipas; 25 de enero de 1958) es un empresario y político mexicano, miembro actual del partido Movimiento Ciudadano. Fue dos veces candidato del PAN a gobernador de Tamaulipas en 1998 y 2004. En ocasiones anteriores desempeño cargos como diputado Federal y senador por Tamaulipas siendo miembro del Partido Acción Nacional. También fue diputado local y federal por el Partido Movimiento Ciudadano.

## Trayectoria
Es licenciado en Administración de Empresas por la Universidad Autónoma de Tamaulipas, ha sido miembro de diversos consejos y asociaciones civiles y cuenta con diversos negocios en Ciudad Victoria, Tamaulipas. 
Junto con un grupo de empresarios formó parte del Patronato del Correcaminos, que llevaron al equipo de futbol a jugar en la primera división, desde el verano del 1988 hasta el año 1995. Presidente del Comité Pro-Asilo Vicentino, para llevar a cabo los trabajos de rescate y restauración del edificio que hoy es el Museo Regional de Historia de Tamaulipas.
Miembro activo del PAN desde 1993, se desempeñó como Presidente Municipal de Ciudad Victoria de 1993 a 1995 y como diputado en el Congreso de Tamaulipas de 1995 a 1998, año en el que se convirtió en candidato del PAN a Gobernador de Tamaulipas, en las Elecciones de 1998 contra Tomás Yarrington.
Fue Consejero Estatal del PAN en Tamaulipas y Presidente del Primer Comité Directivo Estatal de 1999 a 2000, año en el que se convierte en Senador de la República por Tamaulipas para la LVIII y LIX Legislaturas.
Como Senador fue Presidente de la Comisión de Turismo e integrante de las comisiones de Desarrollo Social y de Fomento Económico. Como presidente de la Comisión de Turismo, destaca la gestión para la implementación de los “Fines de Semana Largos” establecidos en la Ley Federal del Trabajo. Debido a esto, la industria turística experimenta beneficios económicos significativos gracias al aumento del consumo del mercado nacional, impulsado por un mayor número de viajes. Además, se genera un efecto positivo en la cadena de proveedores que atienden a los visitantes. Según estimaciones, los cuatro fines de semana largos generan una derrama económica anual de miles millones de dólares en nuestro país. Para 2004, pide licencia para ser de nuevo candidato del PAN a Gobernador de Tamaulipas, esta vez, en las Elecciones de 2004.
En 2006 se convierte en diputado federal de la LX Legislatura en la que se desempeñó como integrante de las comisiones de Turismo y de Población, Fronteras y Asuntos Migratorios, así como integrante de las comisiones especiales de Apoyo a los Festejos del Bicentenario de la Independencia y del Centenario de la Revolución, y del Atención a Pueblos que Viven en el Bosque. Sin embargo, pidió licencia el 19 de diciembre de 2006 para ser Coordinador General de ASERCA, en la Secretaria de Agricultura, Ganadería, Desarrollo Rural, Pesca y Alimentación. Jefe de Procampo a nivel nacional y Coordinador General de Apoyos Directos (diésel agropecuario, gasolina ribereña, rastros Tipo Inspección Federal [Tif], programas emergen-tes y café) en la Agencia de Servicios a la Comercialización y Desarrollo de Mercados Agropecuarios de 2007 a 2010.
En 2013 se convierte en candidato a la alcaldía de Ciudad Victoria, Tamaulipas, esta vez por el Partido Movimiento Ciudadano en las próximas Elecciones estatales de Tamaulipas de 2013.
Fue Coordinador Estatal de Movimiento Ciudadano desde 2013 hasta octubre de 2021, sucedido en el cargo por el diputado Juan Carlos Zertuche Romero. Diputado del Congreso de la Unión en la Legislatura LXIII, de 2015 a 2018 por el partido Movimiento Ciudadano, fue presidente de la Comisión de Marina.
De 2021 a 2024 fue Diputado en el Congreso de Tamaulipas en la Legislatura 65, presidió la comisión de Turismo. Donde por primera vez en México, se legisló sobre el Turismo Espacial, añadiendo el capítulo de Turismo Espacial a la Ley de Turismo del Estado de Tamaulipas, el cual se publicó en el Periódico oficial del Estado en septiembre de 2024.